# بوتري سالجو
كعك بوتري سالجو أو بوتري سلجو (بالإندونيسية: kue putri salju)‏ هو نوع من الكوِيّ الجاف (كعك) من إندونيسيا والتي هي على شكل هلال والمغلفة مع مسحوق السكر تغطية مثل الثلج. حرفيا putri salju في الإندونيسية تعني «أميرة الثلج» ، في إشارة إلى مسحوق السكر الذي يشبه الثلج .
كعك بوتري سالجو هو طعام شهي نموذجي للمناسبات الاحتفالية والعطلات الكبرى مثل ليباران  (عيد الفطر) و ناتال (عيد الميلاد) و إمليك (رأس السنة الصينية). كعك بوتري سالجو تباع في عبوات بلاستيكية أو زجاجية محكمة في الأسواق التقليدية والمخابز ومحلات الحلويات ومحلات السوبر ماركت.

## المكونات

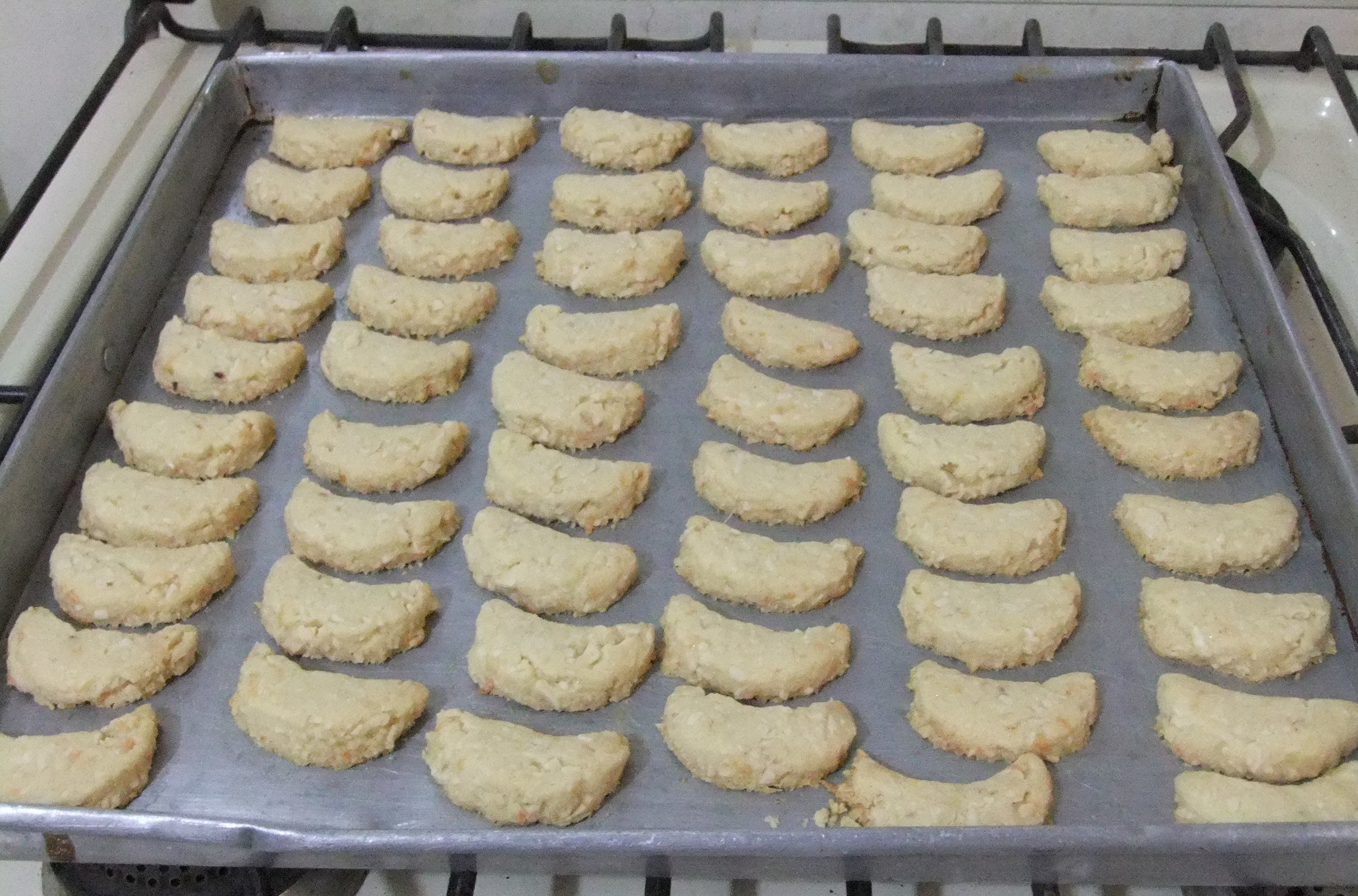
عمل كعك بوتري سالجو.

عجين الكعك مصنوع من خليط جيد من الطحين، دقيق الذرة, الزبدة أو السمن و صفار البيض والذي خُبز في الفرن. بعد أن تصبح الكعك جاهزة، وتُترك لتبرد ببطء في درجة حرارة الغرفة، يتم رش السكر المسحوق على الكعك، أو وضع السكر البودرة والكعك في كيس بلاستيكي، ويتم هزها لتوزيع السكر بالتساوي على سطح الكعك. ثم يتم الاحتفاظ بالكعك في جرة ضيقة. الكعك الحلو هو محبوب للغاية من قبل الشعب الإندونيسي، وخاصة الأطفال.
اليوم، هناك عدة أنواع من كوي بوتري سالجو، هي منتظمة مع السكر البودرة، مع الجبن، مع الشوكولاته، واللون الأخضر مع الباندان..

## وصلات خارجية
- وصفة كوي بوتري سالجو